# Tonnerre sur le temple

Tonnerre sur le temple (Thunder in the East) est un film américain réalisé par Charles Vidor, sorti en 1951.

## Synopsis
En 1947, après que l'Inde ait obtenu son indépendance vis-à-vis de la Grande-Bretagne, Steve Gibbs, un ancien pilote de la R.A.F, est un aviateur qui vole dans la capitale de la station de montagne d'un petit État fictif du nord de l'Inde appelé Gandahar. Il a l'intention de vendre des armes au Maharadjah local, dont la capitale fait face à une attaque d'une armée adverse. Il est opposé par le premier ministre du Maharajah Singh, qui est un partisan de la philosophie de non-violence de Gandhi . Steve est initialement interdit par le Premier ministre Singh de voir le Maharajah et attend son audience.
Pendant son séjour dans un hôtel, Steve est courtisé par une aventurière française qui tente de le séduire en échange de son vol à destination de Bombay. Plus tard, Steve tombe amoureux de Joan Willoughby, une femme aveugle qui fait partie de la communauté des Anglo-Indiens restés après l'indépendance et la fille du vicaire local. En échange d'un pique-nique, elle accorde à Steve une interview avec le Maharajah jusqu'ici inaccessible, qui est convaincu par le Premier ministre pacifiste de ne pas acheter les armes.
Coincé avec sa cargaison de 20 mitraillettes Thompson, 200 fusils et 100 000 cartouches de munitions, Steve envisage de vendre ses marchandises à l'armée adverse dirigée par le général Newah Khan, qui a un représentant infiltré à l'hôtel Gandahar. Mais le premier ministre Singh confisque les armes avant la vente.
La tension monte lorsqu'un bus chargé de femmes et d'enfants anglo-indiens en fuite a été pris en embuscade et attaquer. Irrité par la suffisance des Anglo-Indiens, Steve facture un tarif exorbitant pour les mettre en sécurité, ce qui conduit Joan à le mépriser pour ses principes mercenaires. L'armée de Newah Khan assiège la capitale avec le Maharaja et toute la population locale s'échappant, laissant le Premier ministre qui refuse d'utiliser les armes de Steve. Ce dernier et les Anglo-Indiens parviennent à échapper à leur sort dans le palais désert.

## Fiche technique
- Titre : Tonnerre sur le temple
- Titre original : Thunder in the East
- Réalisation : Charles Vidor
- Scénario : Frederick Hazlitt Brennan et Lewis Metzler
- Musique : Hugo Friedhofer
- Photographie : Lee Garmes et John F. Seitz
- Effets visuels : Collaborateurs divers, dont Gordon Jennings
- Costumes : Edith Head
- Montage : Everett Douglas et Doane Harrison
- Société de production : Paramount Pictures
- Pays d'origine : États-Unis
- Format : Noir et blanc - 1,37:1 - DTS - 35 mm
- Genre : Drame
- Durée : 97 minutes
- Dates de sortie :
  - Royaume-Uni : 27 décembre 1951
  - États-Unis :  3 février 1953

## Distribution
- Alan Ladd  (VF : Maurice Dorleac) : Steve Gibbs
- Deborah Kerr  (VF : Jacqueline Porel) : Joan Willoughby
- Charles Boyer (VF : Jean Davy) : Premier Ministre Singh
- Corinne Calvet  (VF : Jacqueline Ferriere) : Lizette Damon
- Cecil Kellaway  (VF : Jacques Berlioz) : Dr Willoughby
- Marc Cavell : Moti Lal
- John Abbott : Nitra Puta
- Philip Bourneuf (VF : René Fleur) : Newah Khan
- John Williams (VF : Jean Mauclair) : Général Sir Henry Harrison
- Charlie Lung : Maharajah
- Leonard Carey  (VF : Raymond Rognoni) : Dr Paling
- Nelson Welch : Norton
- Queenie Leonard : Mlle Huggins
- George J. Lewis : Barman
- Aram Katcher : Domestique
- John Davidson (non crédité) : Employé d'hôtel
- Frank Baker : Un anglais
- Leonora Hornblow (VF : Gilberte Aubry) : Tayhi